# Halistylus
Halistylus is een geslacht van weekdieren uit de klasse van de Gastropoda (slakken).

## Soorten
- Halistylus columna (Dall, 1890)
- Halistylus genecoani McLean, 1984
- Halistylus pupoideus (Carpenter, 1864)